# Teorema del massimo modulo
In matematica, il teorema del massimo modulo è un risultato di analisi complessa.
Afferma che se una funzione {\displaystyle f(z)} è analitica in un dominio  (aperto e connesso) {\displaystyle D}, allora {\displaystyle |f(z)|} ammette un massimo in  {\displaystyle D} se e solo se {\displaystyle f(z)} è una funzione costante.
In particolare, se {\displaystyle f(z)} è una funzione analitica non costante in un dominio limitato {\displaystyle D} e continua sul bordo {\displaystyle \partial D} allora il valore massimo di {\displaystyle |f(z)|} sulla chiusura di {\displaystyle D} (che esiste per il teorema di Weierstrass) viene raggiunto su {\displaystyle \partial D}.
Analogo risultato vale per il minimo ma solo se la funzione non ha zeri all'interno del dominio {\displaystyle D}.

## Dimostrazione
Supponiamo che {\displaystyle |f(z)|} ammetta un massimo {\displaystyle M} in un punto {\displaystyle z_{0}\in D}. Essendo {\displaystyle D} aperto, segue che esiste {\displaystyle \delta >0} tale che il cerchio {\displaystyle R_{\delta }} di centro {\displaystyle z_{0}} e raggio {\displaystyle \delta } sia contenuto in {\displaystyle D}.
Dalla formula integrale di Cauchy segue che
{\displaystyle f(z_{0})={\frac {1}{2\pi i}}\oint _{R_{\delta }}{\frac {f(z)}{z-z_{0}}}\ dz}
e quindi, dalla disuguaglianza di Darboux
{\displaystyle M=|f(z_{0})|\leq {\frac {1}{2\pi }}\int _{\gamma }{\frac {|f(z)|}{|z-z_{0}|}}\ |dz|\leq M',}
dove {\displaystyle M'=\max _{z\in R_{\delta }}|f(z)|} e l'uguaglianza vale se e solo se {\displaystyle f(z)} è costante (con {\displaystyle |f(z)|=M}) su {\displaystyle R_{\delta }} e quindi su tutto {\displaystyle D} per prolungamento analitico. Il teorema segue quindi osservando che {\displaystyle M} è il massimo di {\displaystyle |f(z)|} e dunque si deve necessariamente avere  {\displaystyle M=M'}.